# Régis Perbet
Pour les articles homonymes, voir Perbet.
Régis Perbet, est un homme politique français, né le 25 mars 1919 à Fay-sur-Lignon et mort le 21 juin 1992 à Annonay. Il fut notamment député de l'Ardèche de 1980 à 1992 ou encore maire d'Annonay de 1983 à 1986.

## Biographie
La carrière politique de Régis Perbet commence en 1971, quand il est élu 4e adjoint au Maire de la ville d'Annonay dans l'équipe d'Henri Faure. Puis deux après, il est élu conseiller général du nouveau canton d'Annonay-Sud sous l'étiquette de l'UDR et il sera facilement réélu en 1979 et 1985. Il est choisi par Henri Torre comme suppléant pour les élections législatives de 1978 et quand Torre est élu sénateur en 1980, Perbet lui succède comme député de la 2e circonscription de l'Ardèche lors d'une partielle en 1980 et il sera réélu en juin 1981. Régis Perbet accède à la mairie d'Annonay lors des municipales de 1983, mais il quitte son fauteuil de maire en 1986. La même année, il est de nouveau réélu député dans un scrutin proportionnel qui marque le retour de la droite aux affaires. Il conserve à nouveau son mandat de député face à Jacques Dondoux lors des élections de 1988. Mais Régis Perbet décède le 22 juin 1992, il est remplacé par son suppléant Henri-Jean Arnaud (par ailleurs maire de Guilherand-Granges).

## Détail des fonctions et des mandats
Mandats parlementaires
- 30 novembre 1980 - 22 mai 1981 : Député de la 2e circonscription de l'Ardèche
- 21 juin 1981 - 1er avril 1986 : Député de la 2e circonscription de l'Ardèche

Mandats locaux
- 26 mars 1971 - 26 mars 1977 : 4e adjoint au Maire d'Annonay
- 30 septembre 1973 - 22 juin 1992 : Conseiller général du canton d'Annonay-Sud
- 11 mars 1983 - 17 octobre 1986 : Maire d'Annonay